# Z-RAM
Z-RAM (Zero-condensator RAM) este tip de memorie DRAM dezvoltat de compania Innovative Silicon. Z-RAM se bazează pe principiul Floating body effect și tehnologia SOI (Silicon-on-Insulator), folosește un singur tranzistor pe celulă ceea ce permite o densitate de stocare două ori mai mare decât densitatea DRAM și de 5 ori densitatea SRAM.
Dimensiunea semnificativ mai mică a celulelor Z-RAM permite existența unor blocuri de memorie mult mai mici și astfel se reduce calea fizică pe care trebuie să o parcurgă datele pentru a părăsi un bloc de memorie. Pentru memoria cache mare, Z-RAM oferă o viteză echivalentă cu SRAM.
În martie 2010, Innovative Silicon a dezvoltat Z-RAM pe bază CMOS care este mai ieftină în comparație cu tehnologia SOI.
Z-RAM poate fi utilizată cu sistemele SoC (System-on-a-Chip) din dispozive portabile precum smartphone, PDA etc și ca memorie cache în procesoare. AMD a intenționat inițierea unor cercetări pentru introducerea Z-RAM pe viitoarele procesare , iar Helix pe cipurile DRAM .
Innovative Silicon a fost preluată de Micron Technology în decembrie 2010.

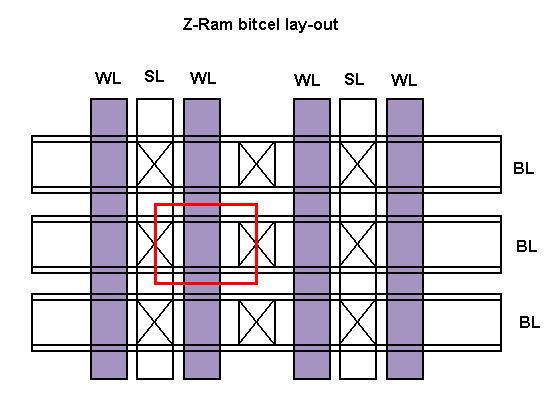
Celulă Z-RAM
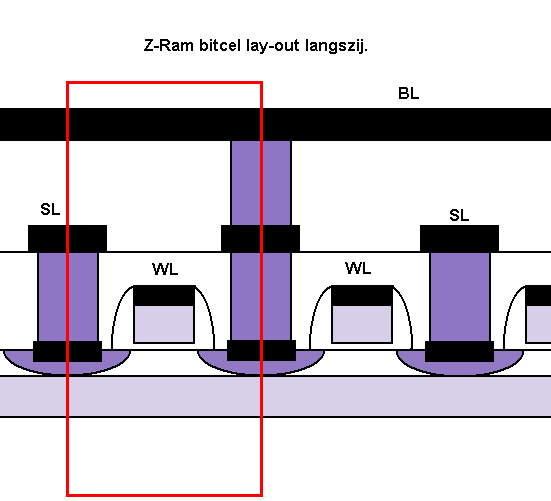
Secțiune într-o celulă Z-RAM

## Funcționare
Citirea unei celule de memorie Z-RAM este similară cu citirea unei celule DRAM. Cipul trimite un mic impuls către tranzistor, apoi un amplificator măsoară curentul care trece prin tranzistor și îl compară cu o celulă de referință pentru a confirma existența lui „1” sau „0” stocat pe tranzistor. 
Scrierea este parțial diferită de memoria DRAM tradițională. Pentru a scrie un „1” binar, tranzistorul este condus la starea de saturație. Ca urmare, electronii conținuți în tranzistor între sursă și drenaj sunt accelerați. Acest lucru îi face să se ciocnească cu atomii de siliciu din tranzistor, ceea ce la rândul său creează spații pozitive. Acestea cresc în număr, provocând o încărcare pozitivă în interiorul tranzistorului. Această sarcină pozitivă și capacitatea de a conduce curentul în mod corespunzător sunt considerate „1” binar. 

## Evoluție
Prima generație Z-RAM Gen1 a apărut în 2004, iar odată cu Gen2 în 2006 au fost aduse numeroase îmbunătățiri. În Gen1, celulele de referință au fost utilizate deoarece diferența dintre un „1” și „0” binar a fost destul de mică. Motivul pentru eliminarea celulei de referință este că ieșirea seamănă mai degrabă cu un semnal digital pur și există o diferență clară între un „0” și un „1”.

Modificările din Gen2 se reflectă în principal în celula de memorie. Gen2 folosește în continuare același tranzistor ca și Gen1, dar un mod de funcționare diferit datorită eliminării celulei de referință. De asemenea, celulele își pot menține starea de până la 10 ori mai mult înainte de a pierde valoarea binară pe care o reprezintă. Aceasta rezultând în reducerea numărului de cicluri de reîmprospătare a memoriei care la rândul său consumă mai puțină energie. Cantitatea de energie pentru scriere a scăzut, cu un factor de 10, în timp ce energia necesară pentru citire a fost redusă cu un factor de 4.